# Störnstein
Störnstein je obec ve vládním obvodě Horní Falc v zemském okrese Neustadtu an der Waldnaab v Bavorsku. Žije zde přibližně 1 600 obyvatel. 

## Geografie

### Sousední obce
Störnstein sousedí s následujícími obcemi od západu: okresní město Neustadt an der Waldnaab, Kirchendemenreuth, Püchersreuth, Floss a Theisseil.
| Růžice kompasu | Kirchendemenreuth        | Püchersreuth | Püchersreuth | Růžice kompasu |
| Růžice kompasu | Neustadt an der Waldnaab | Sever        | Püchersreuth | Růžice kompasu |
| Růžice kompasu | Neustadt an der Waldnaab | Störnstein   | Püchersreuth | Růžice kompasu |
| Růžice kompasu | Neustadt an der Waldnaab | Jih          | Püchersreuth | Růžice kompasu |
| Růžice kompasu | Theisseil                | Theisseil    | Floss        | Růžice kompasu |

### Místní části
Obec Störnstein má osm místních částí:
- Ernsthof
- Lanz
- Mohrenstein
- Oberndorf

- Rastenhof
- Reiserdorf
- Störnstein
- Wöllershof

## Historie
Vznik Störnsteinu souvisí s historií hradu Störnstein (dříve Sternstein), dnes zříceniny stojí na okraji obce. První doložené zprávy o panském sídle pocházejí z 12. století. Hrad se nacházel na severu Bavorska, severně od Weidenu v Horní Falci, v řezenské diecézi, na staré obchodní cestě do Čech. Jméno místo získalo od prvních majitelů rytířů Stöhr (Stör, Taurus, von Stöhren), vedlejší větve pánů z Murachu, kteří z hradu vládli okolní zemi a jejím obyvatelům.
Hrad Stöhr a Sternsteinské panství přešly do rukou šlechtického rodu Pflugků z Rabsteina a po nich do rukou Heydecků (Heideck), majitelů města Neustadt an der Waldnaab. Störnsteinské panství bylo od roku 1355 připojeno jako léno přímo k českému království. Majetek byl Heideckům vyvlastněn kvůli jejich účasti v Šmalkaldském svazu. Majitelem léna se stal rod Guttenstein-Vrtba. V roce 1575 dostal panství uděleno Ladislav Popel z Lobkovic z rukou císaře jako léno České koruny. V roce 1641 během třicetileté války se Sternstein s Neustadtem an der Waldnaabem, Waldau, Waldthurnem, Schönsee a řadou dalších vesnic stal jako hrabství Störnstein dostali do dědičného vlastnictví domu Lobkoviců, který byl povýšen do hodnosti knížecího rodu. Od roku 1653 zde měl Lobkovic své sídlo a díky  tomu hlas v císařské radě a od roku 1742 i v bavorské císařské radě. V roce 1806 byl zrušen knížecí okres Sternstein a v roce 1807 bylo panství i s městem Neustadt an der Waldnaab prodán bavorskému království.
Administrativními reformami v Bavorsku vznikla nařízením z roku 1818 obec v současné podobě.